# Peppe Lanzetta
Peppe Lanzetta (Napoli, 6 febbraio 1956) è un drammaturgo, attore e scrittore italiano.

## Biografia
Nato nel quartiere di Piscinola, alla fine degli anni settanta esordisce nel cabaret all'osteria del Gallo di Napoli con altri artisti partenopei; nel 1983 il suo spettacolo Napoletano pentito prosegue sul filone sociale e sul tema dell'emarginazione; seguono Bombatomica e Roipnol (entrambi nel 1984).
Il confronto tra Secondigliano e New York sarà lo spunto per Lenny, omaggio a Lenny Bruce in versione poetica (1988). Prima di apparire in TV, dedica alla fine di una storia d'amore sospesa tra un sì e un no Caro Achille ti scrivo, che debutta nel 1990.
Ha collaborato come autore di testi con vari musicisti tra cui, Maria Nazionale, Edoardo Bennato, Tullio De Piscopo, James Senese, Enzo Avitabile, Joe Amoruso, Rino Zurzolo, Franco Ricciardi, Massimo Severino e Franco Battiato. Avvicinò al mondo della cultura, il futuro attore e produttore Gaetano Di Vaio. Dopo il debutto teatrale con Napoletano pentito, cui segue Roipnol (1984), Lanzetta prosegue con Il vangelo secondo Lanzetta (1986), Lenny (1988), Caro Achille ti scrivo (1990), Il gallo cantò (1993), ll peggio di Lanzetta (1993), Tropico di Napoli (1998), Ridateci i sogni (2001). Attore, autore di soggetti cinematografici e regista di un cortometraggio, ha lavorato con registi come Salvatore Piscicelli, Giuseppe Tornatore, Liliana Cavani, Luciano De Crescenzo, Nanni Loy, Mario Martone, Asia Argento, Pasquale Scimeca, Paolo Sorrentino.
Ha pubblicato con Baldini & Castoldi Incendiami la vita (1996) e Un amore a termine (1998), e con Paravia In gita a Napoli (1997). Lanzetta, ha collaborato, come ospite con la trasmissione televisiva Samarcanda di Michele Santoro (dal 1988 al 1989) e con il Maurizio Costanzo Show dall'anno 1989 al 1990. La sua ultima produzione teatrale, di cui è anche autore, è L'opera di periferia (2006), in cartellone al Teatro Parioli di Roma.
Nel 2015 prende parte al cast del film di spionaggio, della saga di 007 Spectre, per la regia di Sam Mendes, al fianco di Monica Bellucci, Daniel Craig e Christoph Waltz, nel ruolo dello scagnozzo italiano Lorenzo. Ha partecipato allo spettacolo organizzato da Alessandro Siani, Tre Volte 10, al Teatro di San Carlo di Napoli, in occasione del ritorno di Diego Armando Maradona. È protagonista, con Federico Salvatore, del musical Pascià.
Nel 2024 è tra i protagonisti di Parthenope, film di Paolo Sorrentino, presentato in anteprima al Festival di Cannes 2024.

## Opere
- 1995 - Una vita postdatata. Lampi e tuoni dal Bronx napoletano, Pironti. ISBN 978-88-7937-150-6.
- 1996 - Incendiami la vita, Baldini Castoldi Dalai. ISBN 978-88-8089-114-7.
- 1997 - Una gita a Napoli con Peppe Lanzetta, Paravia/Scriptorum.
- 1998 - Un Messico napoletano, Feltrinelli. ISBN 978-88-07-81268-2.
- 1998 - Figli di un Bronx minore, Feltrinelli. ISBN 978-88-07-81235-4.
- 2000 - Tropico di Napoli, Feltrinelli. ISBN 978-88-07-70120-7.
- 2002 - Ridateci i sogni. Ballate, Feltrinelli. ISBN 978-88-07-81678-9.
- 2003 - Un amore a termine, Baldini Castoldi Dalai. ISBN 978-88-8490-376-1.
- 2004 - Elogio della suocera, Pironti.
- 2006 - Giugno Picasso, Feltrinelli. ISBN 978-88-07-70175-7.
- 2008 - L'opera di periferia, Plectica.
- 2010 - Racconti disperati, Pironti.
- 2011 - InferNapoli, Garzanti.
- 2012 - Pane e peperoni, Ad est dell'equatore. ISBN 978-889-579-731-1
- 2013 - Sognando l'Avana, Cento Autori. ISBN 978-889-712-182-4
- 2014 - Il Cavallo di ritorno, Cento Autori. ISBN 978-88-6872-014-8
- 2016 - Zia Titina e l'Isis, Tullio Pironti. ISBN 978-88-7937-730-0
- 2016 - Ti lascio una canzone: un festival per il commissario Peppenella, Cento Autori. ISBN 978-88-6872-077-3
- 2018 - L'odio. La banlieu napoletana, Cento Autori. ISBN 978-8868721428
- 2020 - Il dio inquieto. Elogio di Diego Armando Maradona, Colonnese. ISBN 978-88-9971-657-8
- 2024 - Quentin Malinconia, Edizioni Vulcaniche. ISBN 979-12-8179-200-5

## Filmografia

### Cinema
- Blues metropolitano, regia di Salvatore Piscicelli (1985)
- Grandi magazzini, regia di Castellano e Pipolo (1986)
- Il camorrista, regia di Giuseppe Tornatore (1986)
- Il burbero, regia di Castellano e Pipolo (1986)
- 32 dicembre, regia di Luciano De Crescenzo (1988)
- Scugnizzi, regia di Nanni Loy (1989)
- Joe e suo nonno, regia di Giacomo De Simone (1992)
- L'amore molesto, regia di Mario Martone (1995)
- Teatro di guerra, regia di Mario Martone (1998)
- Tifosi, regia di Neri Parenti (1999)
- Scarlet Diva, regia di Asia Argento (2000)
- Aitanic, regia di Nino D'Angelo (2000)
- L'uomo in più, regia di Paolo Sorrentino (2001)
- Gli indesiderabili, regia di Pasquale Scimeca (2003)
- All the Invisible Children, regia di Stefano Veneruso (2005)
- Marcello Marcello, regia di Denis Rabaglia (2007)
- Napoli Napoli Napoli, regia di Abel Ferrara (2009)
- Sara Sarà, regia Peppe Lanzetta (2011)
- Take Five, regia di Guido Lombardi (2013)
- Spectre, regia di Sam Mendes (2015)
- Benvenuti in casa Esposito, regia di Gianluca Ansanelli (2021)
- La cura, regia di Francesco Patierno (2022)
- Mimì il principe delle tenebre, regia Brando de Sica (2023)
- Parthenope, regia di Paolo Sorrentino (2024)
- Io e te dobbiamo parlare, regia di Alessandro Siani (2024)
- Nero, regia di Giovanni Esposito (2024)

### Televisione
- Crimini – serie TV, episodio 1x02 (2006)
- 'O professore – miniserie TV (2008)
- Squadra antimafia - Palermo oggi – serie TV, 4 episodi (2009)
- I bastardi di Pizzofalcone – serie TV, episodio 1x02 (2017)
- Sotto copertura - La cattura di Zagaria – serie TV, episodio 2x05 (2017)
- Mina Settembre – serie TV, episodio 1x09 (2021)
- Il commissario Ricciardi – serie TV, episodio 1x04 (2021)

### Documentari
- Pino Daniele - Il tempo resterà, regia di Giorgio Verdelli (2017)

## Videoclip
- Si nun me vuò bene cchiù, diretto da Mirko Salciarini – singolo di Tropico (2025)

## Riconoscimenti
- David di Donatello
  - 2025 – Candidatura al miglior attore non protagonista per Parthenope
- Premio Olimpici del Teatro
  - 2004
- Premio Domenico Rea
  - 2006

## Discografia
- 2008 – Primmavera Nova ft. Almamegretta
- 2008 – Bum Bum ft. Almamegretta
- 2017 – Non canto, non vedo, non sento